# Дова
До́ва (англ. Dowa) — селище, центральний населений пункт та адміністративний центр дистрикту Дова Центрального регіону Малаві.
Населення — 7135 осіб (2018, 4765 у 2008, 4493 у 1998, 2067 у 1977).